# ناحیه الراعی
ناحیه الراعی (به عربی: ناحیة الراعی) یک ناحیه در سوریه است که در منطقه الباب واقع شده‌است. ناحیه الراعی ۱۵٬۳۷۸ نفر جمعیت دارد. توده مردم این منطقه عرب هستند.